# Manifesto antropofago
Il Manifesto antropofago (in portoghese brasiliano: Manifesto antropófago) fu pubblicato nel 1928 dal poeta brasiliano Oswald de Andrade, figura chiave nel movimento culturale del modernismo brasiliano e collaboratore della Revista de Antropofagia. Il manifesto fu ispirato da Abaporu, un dipinto di Tarsila do Amaral, artista modernista e moglie di Oswald de Andrade.

## Contenuto

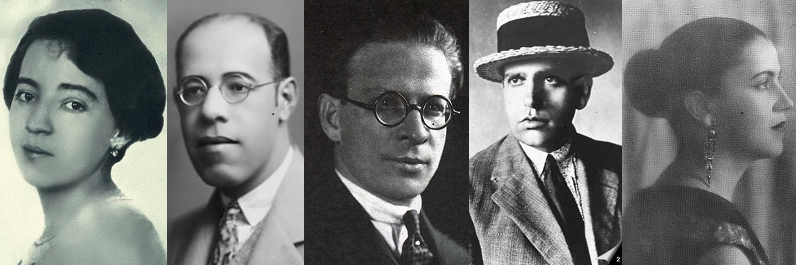
Il cosiddetto Grupo dos Cinco ("Gruppo dei Cinque"), collettivo modernista di artisti e scrittori che ebbe un ruolo cruciale nel tentativo di definizione dell'identità culturale brasiliana in vista della Semana de Arte Moderna di San Paolo (10-17 febbraio 1922). Da sinistra a destra: Anita Malfatti, Mário de Andrade, Menotti Del Picchia, Oswald de Andrade e Tarsila do Amaral.

Scritto in prosa poetica in uno stile modernista ispirato al poema Una stagione all'inferno di Rimbaud, il Manifesto antropofago è uno scritto più esplicitamente politico rispetto al precedente manifesto di Oswald de Andrade, Manifesto Pau-Brasil, che era invece stato redatto con l'intento di presentare la poetica brasiliana al lettore estero. Il Manifesto è stato spesso interpretato come un saggio a sostegno della tesi per cui la storia del Brasile di "cannibalizzazione" di altre culture sarebbe la sua più grande forza, sfruttando per tale posizione anche l'interesse primitivista dei modernisti per il cannibalismo come presunto rito tribale. Secondo tale tesi, il cannibalismo diventerebbe dunque per il Brasile un modo per affermarsi contro il dominio culturale postcoloniale europeo.
Una delle righe più iconiche del Manifesto, scritta in inglese nell'originale, è «Tupi o non Tupi: questa è la domanda». La frase è contemporaneamente una celebrazione del gruppo etnico Tupi, che praticava forme di cannibalismo rituale (come riportato negli scritti del XVI secolo di André Thevet, Hans Staden e Jean de Léry), e un esempio metaforico di cannibalismo, dal momento che tale frase "mangia" Shakespeare. D'altra parte, alcuni critici sostengono che l'antropofagia come movimento fosse troppo eterogeneo per poterne estrarre tesi generali, e che spesso avesse poco a che fare con una politica culturale postcoloniale.

## Influenze

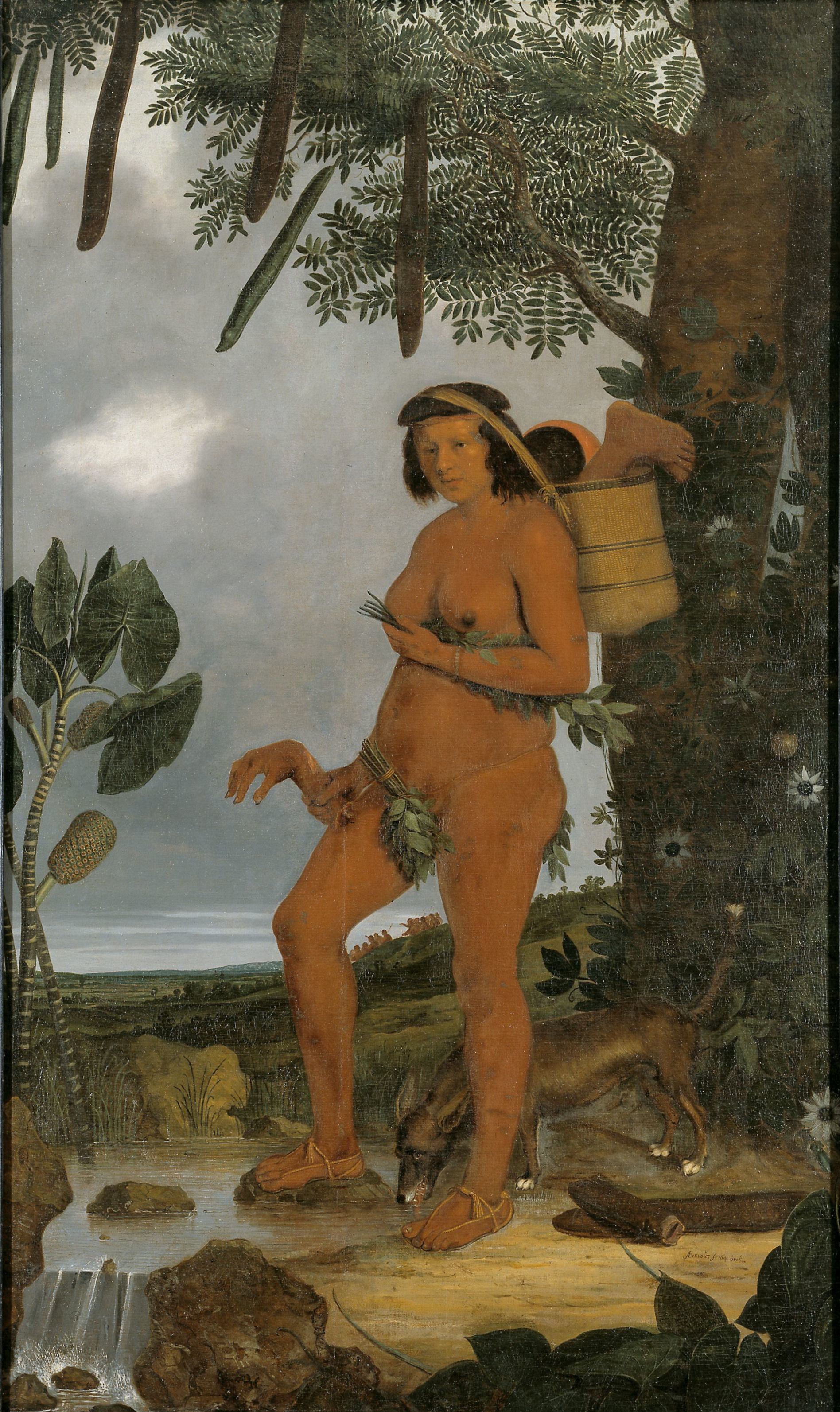
Ritratto di una donna Tapuya con parti di corpo umano (1641), dipinto di Albert Eckhout.

Negli anni sessanta, introdotto all'opera di Oswald de Andrade dal poeta concreto Augusto de Campos, l'artista visuale Hélio Oiticica e il musicista Caetano Veloso videro nel Manifesto un elemento di grande influenza movimento culturale del tropicalismo. Caetano Veloso dichiarò a tal proposito: «l'idea del cannibalismo culturale si adattava a noi, i tropicalisti, come un guanto. Stavamo "mangiando" i Beatles e Jimi Hendrix». Nell'album del 1968 Tropicália: ou Panis et Circencis, Gilberto Gil e Torquato Neto fanno esplicito riferimento al Manifesto nella loro canzone Geléia geral: in particolare nel verso «a alegria é a prova dos nove» («la felicità è la prova del nove»), cui fa seguito «ea tristeza é teu porto seguro» («e la tristezza è il tuo porto sicuro»). In anni più recenti, Oswald de Andrade è stato ripreso anche dall'antropologo Eduardo Viveiros de Castro nel suo libro Metafisiche cannibali (2009).
Nel 1990, l'artista visuale brasiliano Antonio Peticov creò un murale in onore di quello che sarebbe stato il centesimo compleanno di Andrade. L'opera, intitolata Momento antropofágico com Oswald de Andrade, è stato installato nella stazione di República della metropolitana di San Paolo. Tale lavoro fu ispirato da tre opere di Oswald de Andrade: O perfeito cozinheiro das almas deste mundo, Manifesto antropofágico e O homem do povo.

### Testo in lingua originale
- (PT) Oswald de Andrade, Manifesto antropófago, in Obras completas VI. Do Pau-Brasil à Antropofagia e às Utopias. Manifestos, teses de concursos e ensaios, 2ª ed., Rio de Janeiro, Civilização Brasileira, 1978  [1972],  pp. 11-19.

### Traduzione in italiano
- Oswald de Andrade, La cultura cannibale. Oswald de Andrade: da Pau-Brasil al Manifesto antropofago, a cura di Ettore Finazzi Agrò e Maria Caterina Pincherle, Milano, Meltemi, 2018  [1999], ISBN 9788883538322.